# Jrashen (Lorri)
Pour les articles homonymes, voir Jrashen.
Jrashen (en arménien Ջրաշեն ) est une communauté rurale du marz de Lorri en Arménie. En 2008, elle compte 3 653 habitants.